# Air (Fusionband)
Air war eine amerikanische Fusionband, die 1968 (zunächst als Ayr) entstand und bis 1971 existierte.
Das Quartett bestand aus Tom Coppola (Hammond-Orgel), Googie Coppola (Piano, Gesang), John Siegler (Bass) und Mark Rosengarden (Schlagzeug) und begleitete zunächst Herbie Mann auf internationalen Tourneen. Auf dessen Label Embryo erschien 1971 das gleichnamige Debütalbum der Band, zu dessen Produktion noch Randy Brecker, Michael Brecker, Barry Rogers, David Earle Johnson, Robert Kogel, Bob Rosengarden und Jan Hammer herangezogen wurden. Die meisten Stücke stammen von Googie Coppola. Das Album wurde mehrfach wiederveröffentlicht. Zwei der darauf enthaltenen Titel, Man Is Free und Realize, wurden 1972 in Schweden von Monica Sunnerberg gecovert. Ein im Juni und Juli 1971, teils mit John Abercrombie, aufgenommenes weiteres Album der Band wurde nicht veröffentlicht.